# 彭少逸
彭少逸（1917年11月9日—2017年5月6日），男，籍贯江苏溧阳，生于湖北武昌，中国物理化学家。曾任全国政协第六、七届委员会委员，全国政协第八届委员会常务委员，第七、八届山西省人大常委会副主任，民盟中央常委，民盟山西省委名誉主委，中国化学会常务理事，中国科学院山西煤炭化学研究所名誉所长。

## 生平
1939年8月，于武汉大学化学系获学士学位。1956年加入中国民主同盟。1961年，任中国科学院煤炭化学研究所研究员。1979年6月，任中国科学院山西煤炭化学研究所所长。1980年，当选为中国科学院学部委员。1981年加入中国共产党。1983年7月，任中国科学院山西煤炭化学研究所名誉所长。
2017年5月6日在美国加州洛杉矶逝世。

## 荣誉
- 全国科学大会奖（1978年）
- 国家发明三等奖（1979年）
- 国家发明二等奖（1984年）
- 何梁何利基金会科学与技术进步奖（化学类，1997年）